# Staryj Lyssez
Staryj Lyssez (ukrainisch Старий Лисець; russisch Старый Лисец Stary Lissez, polnisch Łysiec Stary) ist ein Dorf in der ukrainischen Oblast Iwano-Frankiwsk mit etwa 3800 Einwohnern (2001).
Das erstmals 1491 schriftlich erwähnte Dorf lag bis 2020 im Südwesten des Rajon Tysmenyzja.
Am 12. Juni 2020 wurde das Dorf ein Teil neu gegründeten Siedlungsgemeinde Lyssez im Rajon Iwano-Frankiwsk; bis dahin bildete es die Landratsgemeinde Staryj Lyssez (Старолисецька сільська рада/Starolyssezka silska rada) im Rajon Tysmenyzja.
Staryj Lyssez liegt im Osten der historischen Landschaft Galizien am Ufer der Bystryzja Solotwynska gegenüber der Siedlung städtischen Typs Lyssez, 25 km westlich vom Rajonzentrum Tysmenyzja und 14 km südwestlich vom Oblastzentrum Iwano-Frankiwsk.
Im Nordosten der Ortschaft verläuft die Fernstraße N 10.

## Söhne und Töchter der Ortschaft
- Bohdan Strutynskyj (Богдан Дмитрович Струтинський; * 19. Juli 1970), Theaterdirektor, Lehrer und Produzent, Leiter der Nationalen Union der Theaterarbeiter der Ukraine, Direktor und künstlerischer Leiter des Nationalen Operettentheaters in Kiew. Verdienter Arbeiter der Künste der Ukraine und Volkskünstler der Ukraine (2015)